# Ali Jrad
Ali Jrad, également orthographié Ali Djerad (arabe : علي جراد), né le 9 janvier 1911 à Métouia et mort le 27 juillet 1976 à Tunis, est un homme politique tunisien.

## Biographie

### Jeunesse et formation
Né le 9 janvier 1911 à Métouia, Ali Jrad y vit avec sa mère les six premières années de son enfance avant de l'accompagner pour rejoindre, en 1917, son père qui travaille à Tunis. Il effectue ses études primaires à l'école El Arfania, en obtient le diplôme de fin d'études et intègre l'université Zitouna tout en travaillant au marché central comme marchand, portefaix, ciseleur sur cuivre et ouvrier. Anti-colonialiste et anti-féodal, il participe très vite et très jeune à tous les mouvements étudiants de l'époque (contre les guerres du Rif et de Syrie et contre l'érection de la statue du cardinal Lavigerie aux portes de la médina de Tunis) ainsi qu'au renouveau culturel en se liant avec l'intellectuel Tahar Haddad qui défend l'émancipation de la classe ouvrière et de la femme. Il intègre également le groupe des destouriens révolutionnaires des cellules de Halfaouine et Tronja à Tunis, qui ont le projet de révolutionner la ligne politique de la direction du Destour et qui se solidarisent, contrairement à cette direction, avec la première centrale syndicale tunisienne, la Confédération générale des travailleurs tunisiens de Mohamed Ali El Hammi.
Arrêté pour la première fois le 7 décembre 1926, pour distribution d'un tract anti-colonialiste, il est condamné à deux ans de prison et 2 000 francs d'amende pour « atteinte contre les droits et pouvoirs de la République française en Tunisie »,. Durant sa détention, il s'initie, grâce à un codétenu communiste, au marxisme-léninisme et à la langue française. À sa sortie de prison, il intègre le groupe communiste alors clandestin du fait de la dissolution de la section tunisienne (créée au congrès de décembre 1921 et interdite au mois de mai 1922) du Parti communiste français (PCF) et participe à la direction du Secours rouge international, qui relance l'action des communistes.
Au début de 1933, il part à Moscou pour une formation à l'université communiste des travailleurs d'Orient. Sitôt revenu en Tunisie, participant aux activités communistes, il est arrêté à maintes reprises, en particulier en avril 1935 et le 13 septembre de la même année ; il rejoint alors communistes et destouriens déjà détenus à Bordj le Bœuf, dans le sud de la Tunisie, depuis septembre 1934,.

### Dirigeant communiste
Relâchés avec ses camarades avec l'arrivée au pouvoir du Front populaire, Ali Jrad intègre, dès 1936, le secrétariat du Parti communiste tunisien (PCT).
En mai 1939, il est élu secrétaire général du PCT au congrès constitutif de l'Ariana qui marque l'officialisation de l'indépendance organique du PCT par rapport au PCF. Il fait aussi partie du comité de rédaction de L'Avenir de la Tunisie, l'organe central du PCT, avec Maurice Nisard et Victor Aubert.
Dès la dissolution du PCT en 1939, à la suite de la signature du Pacte germano-soviétique, il est envoyé en résidence surveillée à Makthar (février 1940) et s'en évade le 29 mars 1941 pour rejoindre la direction du PCT dans la clandestinité,. Il est à nouveau arrêté en novembre 1941 avec d'autres militants,, tous remis en liberté sous leur pression et alors que les troupes allemandes sont aux portes de Tunis à la suite du débarquement allié en Afrique du Nord.
Dans la clandestinité sous l'occupation allemande, Ali Jrad est reconfirmé par la direction clandestine du PCT dans ses fonctions de secrétaire général et participe activement à ses actions anti-hitlériennes. Il écrit en particulier plusieurs articles à ce sujet pour le journal du parti en langue arabe, Ettalia.
Après la libération de la Tunisie des troupes allemandes par les forces alliées et le retour à la légalité du PCT, avec une plus forte implantation au sein des masses populaires et un début d'implantation en milieu paysan, chez les jeunes et chez les femmes, Ali Jrad donne une impulsion en faveur d'une « tunisification » du PCT et d'une politique nouvelle qui doit permettre au pays de se relever de la ruine causée par l'occupation allemande et au parti de s'implanter mieux et davantage. Dans ce sens, la direction du PCT adopte dès la fin de la Seconde Guerre mondiale, en août 1946, la priorisation de la lutte pour l'indépendance,.
En avril 1948, à la veille du 3e congrès du PCT, Ali Jrad est exclu en raison de son opposition à une nouvelle stratégie de la direction. En effet, sous l'influence de la commission coloniale du PCF et conformément à celle de l'Internationale communiste, la direction du PCT adopte au 3e congrès la stratégie de la lutte contre l'impérialisme américain comme objectif principal, plaçant ainsi, de facto, la lutte contre le colonialisme français en second plan. Interdit d'accéder au congrès du fait de son exclusion un mois auparavant, Ali Jrad ne peut y défendre ses positions devant les congressistes. À la suite de son exclusion du parti, il est remplacé par Mohamed Ennafaa à la direction du PCT.

### Exclusion et fin de vie
Bien que deux ans plus tard, le PCT rectifie sa stratégie en s'engageant en priorité dans la lutte pour l'indépendance, donnant ainsi raison à la position défendue par Jrad en 1948, celui-ci n'est réhabilité et réintégré qu'en 1957. Il refuse alors toutes responsabilités bien qu'il reprenne quelques activités en tant que militant de base, avant de s'éloigner progressivement du PCT dont il critique la stratégie politique adoptée après l'indépendance en 1956.
Il meurt le 27 juillet 1976 à Tunis, sans laisser d'autres écrits que quelques notes sur son enfance, son village et les luttes auxquelles il a participé durant sa jeunesse et qui sont intégralement reproduites dans le livre Ali Jrad, communiste tunisien : entre mémoire et histoire publié en 2019 par sa fille Neïla Jrad aux éditions Arabesques (Tunis).